# Kaleidoscope EP
Kaleidoscope EP ist die 13. EP der britischen Pop-Rock-Band Coldplay. Es wurde am 14. Juli 2017 digital veröffentlicht.

## Hintergrund
Am 21. November 2016 hat Chris Martin über den offiziellen Twitter-Account darüber berichtet, dass die Band an neuen Songs arbeitet.
Die EP sollte ursprünglich am 2. Juni veröffentlicht werden, aber das verzögerte sich bis zum 30. Juni, was die Band aber vorher ankündigte. Es kam dann zu einer weiteren Verspätung bis zum 14. Juli. Es handelte sich um die 13. EP der Gruppe.
Inhaltlich lehnte sie sich an das letzte Studioalbum A Head Full of Dreams an. Dort hieß ein Interlude Kaleidoscope. Zwei Features sind auf der EP vertreten: Something Just Lke This, der zusammen mit The Chainsmokers entstand und auf der EP als Liveversion enthalten ist sowie Miracles (Someone Special) mit Big Sean. Aliens dagegen markiert eine Zusammenarbeit mit Brian Eno, der den Song produzierte.

## Titelliste
1. All I Can Think About Is You (Guy Berryman, Jonny Buckland, Will Champion, Chris Martin) – 4:34
2. Miracles (Someone Special) (mit Big Sean) (Berryman, Buckland, Champion, Martin, Sean Anderson) – 4:36
3. Aliens (Berryman, Buckland, Champion, Martin, Brian Eno) – 4:42
4. Something Just Like This (mit The Chainsmokers) (Andrew Taggart, Berryman, Buckland, Champion, Martin) – 4:54
5. Hypnotised (Berryman, Buckland, Champion, Martin) – 6:31

## Musikstil
Stilistisch bewegt sich die EP mit allen fünf Songs in unterschiedlichen Fahrwassern. So ist natürlich die Liveversion von Something Just Like This wie das Original ein EDM-Track, während All I Can Think About Is You irgendwo zwischen Shoegaze und Radiohead einzuordnen ist. Miracles (Someone Special) dagegen ist der Popmusik zuzuordnen und enthält Rap-Passagen von Big Sean, während die Kollaboration mit Brian Eno an ältere Songs erinnert und zudem das einzige explizit politische Statement der EP bleibt.

## Rezeption und Auszeichnungen
Die EP war bei der Grammyverleihung 2018 in der Kategorie Bestes Gesangsalbum – Pop nominiert, die Single Something Just Like This als Beste Popdarbietung eines Duos / einer Gruppe.
Sven Kabelitz von Laut.de war nicht sehr überzeugt von der EP. Er sah die EP als traurigen Höhepunkt einer stetigen Abwärtsspirale, einem „Niveau-Limbo“, der einst hoffnungsvollen Band Coldplay, bei denen sich aber seit Jahren ein Rekord an den nächsten Reihe. Am Ende lasse die EP einen „wahrlich unterwältigt zurück.“
Positiver sah es Alina auf Minutenmusik, die zum Resümee gelangte: „Kaleidoscope wird wohl für alle Coldplay Fans und Gelgenheitshörer [sic] […] eine schöne Ergänzung zum letzten Studioalbum sein, dass ja schließlich auch schon zwei Jahre alt ist. Vielleicht versüßen Coldplay dem ein oder anderen damit ja auch schon die Wartezeit auf das nächste Album.“
Im New Musical Express hegte Mark Beaumont die Hoffnung, das Coldplay mit Kaleidoscope ihre Avicii-Phase abgelegt hätten und nun wieder versuchen würden, an ihre 2000er Anfänge anzuknüpfen. Ebenso sah es der Musikexpress.
Auch der Rolling Stone bewertete die EP eher positiv, einziges Manko wäre der Live-Song mit The Chainsmokers.
In der Stuttgarter Zeitung schrieb Jan Ulrich Wenke: „Alles ist erwartungsgemäß blitzsauber produziert, alles natürlich auch von entsprechender Grundgüte – und dennoch kann man die Gedanken einfach nicht beiseiteschieben, dass es eine zwingende künstlerische Notwendigkeit für diese Minialbumveröffentlichung von Coldplay nicht gegeben hat.“

## Chartplatzierungen

### Album
| Jahr | Titel        | Höchstplatzierung, Gesamtwochen, AuszeichnungChartplatzierungen (Jahr, Titel, Platzierungen, Wochen, Auszeichnungen, Anmerkungen) | Höchstplatzierung, Gesamtwochen, AuszeichnungChartplatzierungen (Jahr, Titel, Platzierungen, Wochen, Auszeichnungen, Anmerkungen) | Höchstplatzierung, Gesamtwochen, AuszeichnungChartplatzierungen (Jahr, Titel, Platzierungen, Wochen, Auszeichnungen, Anmerkungen) | Höchstplatzierung, Gesamtwochen, AuszeichnungChartplatzierungen (Jahr, Titel, Platzierungen, Wochen, Auszeichnungen, Anmerkungen) | Höchstplatzierung, Gesamtwochen, AuszeichnungChartplatzierungen (Jahr, Titel, Platzierungen, Wochen, Auszeichnungen, Anmerkungen) | Anmerkungen                         |
| Jahr | Titel        | DE | AT | CH | UK | US | Anmerkungen                         |
| ---- | ------------ | --- | --- | --- | --- | --- | ----------------------------------- |
| 2017 | Kaleidoscope | DE9 (5 Wo.)DE | AT11 (4 Wo.)AT | CH3 (11 Wo.)CH | — | US15 (14 Wo.)US | Erstveröffentlichung: 14. Juli 2017 |

### Singles
| Jahr | Titel Album                             | Höchstplatzierung, Gesamtwochen, AuszeichnungChartplatzierungen (Jahr, Titel, Album, Platzierungen, Wochen, Auszeichnungen, Anmerkungen) | Höchstplatzierung, Gesamtwochen, AuszeichnungChartplatzierungen (Jahr, Titel, Album, Platzierungen, Wochen, Auszeichnungen, Anmerkungen) | Höchstplatzierung, Gesamtwochen, AuszeichnungChartplatzierungen (Jahr, Titel, Album, Platzierungen, Wochen, Auszeichnungen, Anmerkungen) | Höchstplatzierung, Gesamtwochen, AuszeichnungChartplatzierungen (Jahr, Titel, Album, Platzierungen, Wochen, Auszeichnungen, Anmerkungen) | Höchstplatzierung, Gesamtwochen, AuszeichnungChartplatzierungen (Jahr, Titel, Album, Platzierungen, Wochen, Auszeichnungen, Anmerkungen) | Anmerkungen                                                                         |
| Jahr | Titel Album                             | DE | AT | CH | UK | US | Anmerkungen                                                                         |
| ---- | --------------------------------------- | --- | --- | --- | --- | --- | ----------------------------------------------------------------------------------- |
| 2017 | Something Just Like This Kaleidoscope   | DE4 ×2Doppelplatin · (52 Wo.)DE | AT2 Platin · (44 Wo.)AT | CH3 ×4Vierfachplatin · (58 Wo.)CH | UK2 ×3Dreifachplatin · (45 Wo.)UK | US3 ×7Siebenfachplatin · (39 Wo.)US | Erstveröffentlichung: 22. Februar 2017 Verkäufe: + 21.500.000; mit The Chainsmokers |
| 2017 | Hypnotised Kaleidoscope                 | — | — | CH45 (1 Wo.)CH | UK70 (1 Wo.)UK | — | Promoveröffentlichung: 3. März 2017                                                 |
| 2017 | Miracles (Someone Special) Kaleidoscope | — | — | CH45 (3 Wo.)CH | UK54 (7 Wo.)UK | — | Erstveröffentlichung: 14. Juli 2017 mit Big Sean                                    |